# Ліга Миронюка, рапіра, дівчата
Ліга Миронюка, рапіра, дівчата (Всеукраїнські змагання дитячої ліги В. В. Миронюка з фехтування на рапірах серед дівчат) — щорічні спортивні змагання з фехтування на рапірах серед дівчат у трьох вікових категоріях U11, U13 та U15.  Змагання відбуваються в структурі Ліги Миронюка, під егідою Національної федерації фехтування України. Змагання внесені до календаря федерації. Відповідно до результатів змагань федерація формує рейтинги спортсменок, й публікує їх на своєму офіційному сайті. Вперше змагання відбулись в сезоні 2013/14 р.

## РейтингНФФУ
На відміну від рейтингу старших фехтувальниць (юначок, юніорок, молоді, та дорослих), рейтинг для спортсменок Ліги Миронюка розраховується лише на поточний сезон, на базі результатів змагань, що відбулися цього ж спортивного сезону. Тобто в кінці кожного сезону всі рейтингові бали скасовуються, і з наступного сезону нараховуються по новому. 
Таблиця нарахування заохочувальних рейтингових очок для змагань Ліги Миронюка, що проводяться за системою "прямого вибування":
| місце | очки | місце | очки | місце | очки |
| ----- | ---- | ----- | ---- | ----- | ---- |
| 1     | 32   | 5-8   | 14   | 33-64 | 2    |
| 2     | 26   | 9-16  | 8    |       |      |
| 3     | 20   | 17-32 | 4    |       |      |

## Сезони, етапи, та переможниці змагань
| Номер сезону       | Сезони 2013/14 - 2024/25                     | Сезони 2013/14 - 2024/25                                                        | Сезони 2013/14 - 2024/25                                                        | Сезони 2013/14 - 2024/25                                                        | Сезони 2013/14 - 2024/25                                                        |
| Номер сезону       | Сезон, Змагання                              | Вікова категорія, Переможниці (Прізвище Ім'я, р.н. Спортивна школа тощо, місто) | Вікова категорія, Переможниці (Прізвище Ім'я, р.н. Спортивна школа тощо, місто) | Вікова категорія, Переможниці (Прізвище Ім'я, р.н. Спортивна школа тощо, місто) | Вікова категорія, Переможниці (Прізвище Ім'я, р.н. Спортивна школа тощо, місто) |
| 1                  | 2013 - 2014                                  |                                                                                 | 2002 - 2003 р.н.                                                                | 2000 - 2001 р.н.                                                                |                                                                                 |
|                    | 1 етап ВЗН Київ                              | →                                                                               | БУДЕНКО Катерина, 2002,ДЮСШ Динамівець, Київ                                    | БУДЕНКО Олександра, 2000, ДЮСШ Динамівець, Київ                                 |                                                                                 |
|                    |                                              |                                                                                 | 2003 - 2004 р.н.                                                                | 2001 - 2002 р.н                                                                 |                                                                                 |
|                    | 2 етап Ліга 10-13 Ужгород                    | →                                                                               | ЛАДИЧЕНКО Олександра, 2003, ДЮСШ Динамівець, Київ                               | РЕБЧУНОВСЬКА Олександра, 2001, ДЮСШ Динамівець, Київ                            |                                                                                 |
|                    | 3 етап Ліга 10-13 Київська Весна             | →                                                                               | ІВАНЧЕНКО Яна, 2003, ДЮСШ АРМІЄЦЬ, Київ                                         | БУДЕНКО Катерина, 2002, ДЮСШ Динамівець, Київ                                   |                                                                                 |
|                    | 4 етап ВЗН Київ                              | →                                                                               | СОПІТ Ольга, 2003, ДЮСШ АРМІЄЦЬ, Київ                                           | САДІЙ Анастасія, 2001, ДЮСШ АРМІЄЦЬ, Київ                                       |                                                                                 |
|                    |                                              |                                                                                 |                                                                                 |                                                                                 |                                                                                 |
| 2                  | 2014 - 2015                                  | 2006 р.н. і молодші                                                             | 2004 - 2005 р.н.                                                                | 2002 - 2003 р.н.                                                                |                                                                                 |
|                    | 1 етап Ліга 10-13 Київська Весна             | →                                                                               | ЄРОФЄЄНКО Анастасія, 2004, СДЮШОР, Миколаїв                                     | БУДЕНКО Катерина, 2002, ДЮСШ Динамівець, Київ                                   |                                                                                 |
|                    | 2 етап Ліга 10-13 Миколаїв                   | ДЕРМЕНЖИ Валентина, 2006, ДЮСШ АРМІЄЦЬ, Київ                                    | ЄРОФЄЄНКО Анастасія, 2004, СДЮШОР, Миколаїв                                     | БУДЕНКО Катерина, 2002, ДЮСШ Динамівець, Київ                                   |                                                                                 |
|                    | 3 етап Ліга 10-13 Ужгород                    | →                                                                               | ТВАРДОВСЬКА Анна, 2004, ДЮСШ №1, Біла Церква                                    | КОРЛАТ Ніколетта, 2002, ДЮСШ №1, Ужгород                                        |                                                                                 |
|                    | 4 етап ВЗН Київ                              | →                                                                               | ЄРОФЄЄНКО Анастасія, 2004, СДЮШОР, Миколаїв                                     | КОВАЛЬ Наталія, 2002, МВУФК, Миколаїв                                           |                                                                                 |
|                    |                                              |                                                                                 |                                                                                 |                                                                                 |                                                                                 |
| 3                  | 2015 - 2016                                  | 2007 р.н. і молодші                                                             | 2005 - 2006 р.н.                                                                | 2003 - 2004 р.н.                                                                |                                                                                 |
|                    | 1 етап Ліга 10-13 Київська Весна             | →                                                                               | КУЛІК Крістіна, 2005, СДЮШОР, Миколаїв                                          | СОПІТ Ольга, 2003, ДЮСШ АРМІЄЦЬ, Київ                                           |                                                                                 |
|                    | 2 етап Ліга 10-13 Миколаїв                   | КОВАЛЕНКО Юліана, 2007, СДЮСШОР, Миколаїв                                       | КУЛІК Крістіна, 2005, СДЮШОР, Миколаїв                                          | ЄРОФЄЄНКО Анастасія, 2004, СДЮШОР, Миколаїв                                     |                                                                                 |
|                    | 3 етап Ліга 10-13 Ужгород                    | →                                                                               | ЛІТВІНОВА Марія, 2005, СДЮСШОР, Миколаїв                                        | СОПІТ Ольга, 2003, ДЮСШ АРМІЄЦЬ, Київ                                           |                                                                                 |
|                    |                                              |                                                                                 |                                                                                 |                                                                                 |                                                                                 |
| 4                  | 2016 - 2017                                  |                                                                                 | 2006 - 2007 р.н.                                                                | 2004 - 2005 р.н.                                                                |                                                                                 |
|                    | 1 етап Ліга 10-13 Київська Весна             | →                                                                               | АРТЮГІНА Анна, 2006, СДЮШОР, Миколаїв                                           | ЄРОФЄЄНКО Анастасія, 2004, СДЮШОР, Миколаїв                                     |                                                                                 |
|                    | 2 етап Ліга 10-13 Ужгород                    | →                                                                               | ПРОНЬ Кіра, 2006, СДЮШОР, Миколаїв                                              | ЄРОФЄЄНКО Анастасія, 2004, СДЮШОР, Миколаїв                                     |                                                                                 |
|                    | 3 етап ВЗН Київ                              | →                                                                               | АРТЮГІНА Анна, 2006, СДЮШОР, Миколаїв                                           | ЄРОФЄЄНКО Анастасія, 2004, СДЮШОР, Миколаїв                                     |                                                                                 |
|                    |                                              |                                                                                 |                                                                                 |                                                                                 |                                                                                 |
| 5                  | 2017 - 2018                                  | 2009 р.н. і молодші                                                             | 2007 - 2008 р.н.                                                                | 2005 - 2006 р.н.                                                                |                                                                                 |
|                    | 1 етап Ліга 10-13 Київ                       | САМУРЯК Маргарита, 2009, СДЮШОР, Миколаїв                                       | ЖОСАН Уляна-Думитрица, 2007, СДЮШОР, Кишинів, Молдова                           | КУЛІК Крістіна, 2005, СДЮШОР, Миколаїв                                          |                                                                                 |
|                    | 2 етап Ліга 10-13 Київська Весна             | ВОРОПАЄВА Катерина, 2009, Чернівці                                              | БОРИСОВА Аглая, 2008, ДЮСШ АРМІЄЦЬ, Київ                                        | КУЛІК Крістіна, 2005, СДЮШОР, Миколаїв                                          |                                                                                 |
|                    | 3 етап Ліга 10-13 Миколаїв                   | ЧУПРИНА Поліна, 2009, ДЮСШОР, Миколаїв                                          | ЖОСАН Уляна-Думитрица, 2007, СДЮШОР, Кишинів, Молдова                           | КУЛІК Крістіна, 2005, СДЮШОР, Миколаїв                                          |                                                                                 |
|                    |                                              |                                                                                 |                                                                                 |                                                                                 |                                                                                 |
| 6                  | 2018 - 2019                                  | 2010 р.н. і молодші                                                             | 2008 і молодші                                                                  | 2006 - 2007 р.н.                                                                | 2004-2005 р.н.                                                                  |
|                    | 1 етап Ліга Миронюка Київ                    | →                                                                               | БРИЗГАЛОВА Світлана, 2008, ДЮСШ АРМІЄЦЬ, Київ                                   | ДЕРМЕНЖИ Валентина, 2006, ДЮСШ АРМІЄЦЬ, Київ                                    | ЄРОФЄЄНКО Анастасія, 2004, СДЮШОР, Миколаїв                                     |
|                    | 2 етап Ліга Миронюка Київська Весна          | →                                                                               | БРИЗГАЛОВА Світлана, 2008, ДЮСШ АРМІЄЦЬ, Київ                                   | ДЕРМЕНЖИ Валентина, 2006, ДЮСШ АРМІЄЦЬ, Київ                                    | ЄРОФЄЄНКО Анастасія, 2004, ДЮСШ СПАРТАК ШВСМ, Миколаїв                          |
|                    | 3 етап Ліга Миронюка Миколаїв                | ВОЛКОВА Варвара, 2011, СДЮСШОР, Миколаїв                                        | БРИЗГАЛОВА Світлана, 2008, ДЮСШ АРМІЄЦЬ, Київ                                   | АРТЮГІНА Анна, 2006, СДЮШОР, Миколаїв                                           | ЄРОФЄЄНКО Анастасія, 2004, ДЮСШ СПАРТАК ШВСМ, Миколаїв                          |
|                    |                                              |                                                                                 |                                                                                 |                                                                                 |                                                                                 |
| 7                  | 2019 - 2020                                  |                                                                                 | 2009 і молодші                                                                  | 2007 - 2008 р.н.                                                                | 2005-2006 р.н.                                                                  |
|                    | 1 етап Ліга Миронюка Київ                    | →                                                                               | ЧИГРИНА Олександра, 2009, СДЮСШОР, Миколаїв                                     | ЛИЗАК Євгенія, 2007, ДЮСШ АРМІЄЦЬ, Київ                                         | ШМІДТ Софія, 2005, ДЮШО-16, Київ                                                |
|                    | 2 етап Ліга Миронюка Миколаїв                | →                                                                               | ЧИГРИНА Олександра, 2009, СДЮСШОР, Миколаїв                                     | СТЕПОВИК Мілана, 2007, ДЮСШ АРМІЄЦЬ, Київ                                       | КУЛІК Кристина, 2005, МВУФК, Миколаїв                                           |
|                    | 3 етап Ліга Миронюка Миколаїв                | →                                                                               | ВОЛКОВА Варвара, 2011, СДЮСШОР, Миколаїв                                        | ЖОСАН Уляна-Думитрица, 2007, СДЮШОР, Кишинів, Молдова                           | ЛІТВІНОВА Марія, 2005, МВУФК, Миколаїв                                          |
|                    |                                              |                                                                                 |                                                                                 |                                                                                 |                                                                                 |
| 8                  | 2020 - 2021                                  |                                                                                 | 2010 і молодші                                                                  | 2008 - 2009 р.н.                                                                | 2006-2007 р.н.                                                                  |
|                    | 1 етап Ліга Миронюка Київ                    | →                                                                               | НІЧИК Вікторія, 2010, ДЮСШ Динамівець, Київ                                     | БРИЗГАЛОВА Світлана, 2008, ДЮСШ АРМІЄЦЬ, Київ                                   | СТЕПОВИК Мілана, 2007, ДЮСШ АРМІЄЦЬ, Київ                                       |
|                    | 2 етап Ліга Миронюка Харьків                 | →                                                                               | ТРАВ'ЯНСЬКА Марія, 2011, СДЮСШОР, Миколаїв                                      | БРИЗГАЛОВА Світлана, 2008, ДЮСШ АРМІЄЦЬ, Київ                                   | СТЕПОВИК Мілана, 2007, ДЮСШ АРМІЄЦЬ, Київ                                       |
|                    |                                              |                                                                                 |                                                                                 |                                                                                 |                                                                                 |
| 9                  | 2021 - 2022                                  |                                                                                 | 2011 і молодші                                                                  | 2009 - 2010 р.н.                                                                | 2007-2008 р.н.                                                                  |
|                    | 1 етап Ліга Миронюка Миколаїв                | →                                                                               | ВОЛКОВА Варвара, 2011, СДЮСШОР, Миколаїв                                        | НІЧИК Вікторія, 2010, ДЮСШ Динамівець, Київ                                     | БОРИСОВА Аглая, 2008, ДЮСШ АРМІЄЦЬ, Київ                                        |
|                    | 2 етап Ліга Миронюка Київ                    | →                                                                               | ВОЛКОВА Варвара, 2011, СДЮСШОР, Миколаїв                                        | НІЧИК Вікторія, 2010, ДЮСШ Динамівець, Київ                                     | ЗЛОНІКОВА Павла, 2007, ОФКІП, Київ                                              |
|                    | 3 етап Ліга Миронюка Миколаїв                | →                                                                               | ВОЛКОВА Варвара, 2011, СДЮСШОР, Миколаїв                                        | НІЧИК Вікторія, 2010, ДЮСШ Динамівець, Київ                                     | БОРИСОВА Аглая, 2008, ДЮСШ АРМІЄЦЬ, Київ                                        |
|                    |                                              |                                                                                 |                                                                                 |                                                                                 |                                                                                 |
| 10                 | 2022 - 2023                                  |                                                                                 | 2012 і молодші U11                                                              | 2010 - 2011 р.н. U13                                                            | 2008-2009 р.н. U15                                                              |
|                    | 1 етап Ліга Миронюка Київська Весна          | →                                                                               | КОЛОБОВА Софія, 2013, ДЮСШ АРМІЄЦЬ, Київ                                        | ВОЛКОВА Варвара, 2011, СДЮСШОР, Миколаїв                                        | ЧУПРИНА Поліна, 2009, МСДЮШОР ДИНАМО, Миколаїв                                  |
|                    |                                              |                                                                                 |                                                                                 |                                                                                 |                                                                                 |
| 11                 | 2023 - 2024                                  |                                                                                 | 2013 і молодші U11                                                              | 2011 - 2012 р.н. U13                                                            | 2009-2010 р.н. U15                                                              |
|                    | 1 етап Ліга Миронюка "Перші Кроки", Львів    | →                                                                               | КОЛОБОВА Софія, 2013, ДЮСШ АРМІЄЦЬ, Київ                                        | ВОЛКОВА Варвара, 2011, ДЮСШ-16, Київ                                            | МАКСИМІВ Юлія, 2009, ДЮСШ ІМ.ДЕМ'ЯНЮК, Львів                                    |
|                    | 2 етап Ліга Миронюка "Різдвяний Кубок", Київ | →                                                                               | КОЛОБОВА Софія, 2013, ДЮСШ АРМІЄЦЬ, Київ                                        | ТРАВ'ЯНСЬКА Марія, 2011, СДЮСШОР, Миколаїв                                      | ВОЛКОВА Варвара, 2011, ДЮСШ-16, Київ                                            |
|                    | 3 етап Ліга Миронюка "La Fleche Cup", Київ   | →                                                                               | КОЛОБОВА Софія, 2013, ДЮСШ АРМІЄЦЬ, Київ                                        | ВОЛКОВА Варвара, 2011, ДЮСШ-16, Київ                                            | КАДУН Марія, 2009, ДЮСШ, Динамівець, Київ                                       |
|                    | 4 етап Ліга Миронюка "Київська Веска", Київ  | →                                                                               | КОЛОБОВА Софія, 2013, ДЮСШ АРМІЄЦЬ, Київ                                        | ВОЛКОВА Варвара, 2011, ДЮСШ-16, Київ                                            | КАДУН Марія, 2009, ДЮСШ, Динамівець, Київ                                       |
|                    |                                              |                                                                                 |                                                                                 |                                                                                 |                                                                                 |
| 12                 | 2024 - 2025                                  |                                                                                 | 2014 і молодші U11                                                              | 2012 - 2013 р.н. U13                                                            | 2010-2011 р.н. U15                                                              |
| 26 вересня 2024 р. | 1 етап Ліга Миронюка "Перші Кроки", Львів    | →                                                                               | ЧУМАСЛОВА Єлізавета, 2014, ДЮСШ ВОЛНА, Харків                                   | КОЛОБОВА Софія, 2013, ДЮСШ АРМІЄЦЬ, Київ                                        | ВОЛКОВА Варвара, 2011, ДЮСШ-16, Київ                                            |
| 25 грудня 2024 р.  | 2 етап Ліга Миронюка "Різдвяний Кубок", Київ | →                                                                               | ЧУМАСЛОВА Єлізавета, 2014, ДЮСШ ВОЛНА, Харків                                   | КОЛОБОВА Софія, 2013, ДЮСШ АРМІЄЦЬ, Київ                                        | ВОЛКОВА Варвара, 2011, ДЮСШ-16, Київ                                            |
| 15 березня 2025 р. | 3 етап Ліга Миронюка "La Fleche Cup", Київ   | →                                                                               | ЯВТУШЕНКО Ірина, 2014, ДЮСШ Волна, Харків                                       | ІВАНИЦЬКА Валерія, 2012, ОФКІІП, Київ                                           | ВОЛКОВА Варвара, 2011, ДЮСШ-16, Київ                                            |
| 9 травня 2025 р.   | 4 етап Ліга Миронюка "Київська Веска", Київ  | →                                                                               | ЯВТУШЕНКО Ірина, 2014, ДЮСШ Волна, Харків                                       | КОЛОБОВА Софія, 2013, ДЮСШ АРМІЄЦЬ, Київ                                        | ТРАВ'ЯНСЬКА Марія, 2011, МСДЮСШОР, Миколаїв                                     |
|                    |                                              |                                                                                 |                                                                                 |                                                                                 |                                                                                 |
| 13                 | 2025 - 2026                                  |                                                                                 | 2015 і молодші U11                                                              | 2013 - 2014 р.н. U13                                                            | 2011-2012 р.н. U15                                                              |
|                    |                                              | →                                                                               |                                                                                 |                                                                                 |                                                                                 |
|                    |                                              | →                                                                               |                                                                                 |                                                                                 |                                                                                 |
|                    |                                              | →                                                                               |                                                                                 |                                                                                 |                                                                                 |
|                    |                                              | →                                                                               |                                                                                 |                                                                                 |                                                                                 |

## Рейтинги, статистика та досягнення Ліги Миронюка, рапіра, дівчата[1]
РЕЙТИНГИ ВСЕУКРАЇНСЬКОЇ ЛІГИ В. В. МИРОНЮКА з фехтування на рапірах серед дівчат  U11, U13 і U15.
Сезонів всього – 12. Етапів всього – 35. Золотих нагород всього – 94. Золотих медалісток всього – 36.
РЕЙТИНГ ВОЛОДАРІВ ЗОЛОТИХ МЕДАЛЕЙ ЛІГИ (від двох медалей і більше):
| місце | кількість золотих медалей | Прізвище Ім'я, р. н. Спортивна школа тощо, місто |
| ----- | ------------------------- | --- |
| 1     | 13                        | ● ВОЛКОВА Варвара, 2011 р.н. СДЮШР, Миколаїв, з 2023 р. ДЮСШ-16, Київ. |
| 2     | 10                        | ● ЄРОФЄЄНКО Анастасія, 2004 р.н. СДЮШОР, Миколаїв, з 2019 р. ДЮСШ СПАРТАК ШВСМ, Миколаїв. |
| 3     | 8                         | ● КОЛОБОВА Софія, 2013 р. н. ДЮСШ АРМІЄЦЬ, Київ. |
| 4     | 6                         | ● КУЛІК Крістіна, 2005 р.н. СДЮШОР, Миколаїв, з 2019 р. МВУФК, Миколаїв. |
| 5     | 5                         | ● БРИЗГАЛОВА Світлана, 2008 р.н. ДЮСШ АРМІЄЦЬ, Київ. |
| 6     | 4                         | ● БУДЕНКО Катерина, 2002 р.н. ДЮСШ Динамівець, Київ. ● НІЧИК Вікторія, 2010 р.н. ДЮСШ Динамівець, Київ. |
| 7     | 3                         | ● СОПІТ Ольга, 2003 р.н. ДЮСШ Армієць, Київ. ● ДЕРМЕНЖИ Валентина, 2006 р.н. ДЮСШ АРМІЄЦЬ, Київ. ● АРТЮГІНА Анна, 2006 р.н. СДЮШОР, Миколаїв. ● ЖОСАН Уляна - Думітріца, 2007 р.н. СДЮШОР, Кишинів, Молдова. ● СТЕПОВИК Мілана, 2007 р.н. ДЮСШ АРМІЄЦЬ, Київ. ● БОРИСОВА Аглая, 2008 р.н. ДЮСШ АРМІЄЦЬ, Київ. ● ТРАВ'ЯНСЬКА Марія, 2011 р.н. СДЮШОР, Миколаїв. |
| 8     | 2                         | ● ЧУПРИНА Поліна, 2009 р.н. СДЮШОР, Миколаїв ● ЧИГРИНА Олександра, 2009 р.н. СДЮШОР, Миколаїв. ● КАДУН Марія, 2009 р.н. ДЮСШ Динамівець. ● ЧУМАСЛОВА Єлізавета, 2014 р.н. ДЮСШ ВОЛНА, Харків. ● ЯВТУШЕНКО Ірина, 2014 р.н. ДЮСШ Волна, Харків |

НАЙТРИВАЛІША ЗОЛОТА БЕЗПЕРЕРВНА СЕРІЯ ЛІГИ (золоті нагороди завойовані поспіль у своїй віковій категорії):
| місце | кількість золотих медалей завойованих поспіль | Прізвище Ім'я, р. н. Спортивна школа тощо, місто |
| ----- | --------------------------------------------- | --- |
| 1     | 7                                             | ● КОЛОБОВА Софія, 2013 р.н. ДЮСШ АРМІЄЦЬ, Київ. |
| 2     | 5                                             | ● ВОЛКОВА Варвара, 2011 р.н. СДЮШОР, Миколаїв, з 2023 р. ДЮСШ-16, Київ. |
| 3     | 3                                             | ● ЄРОФЄЄНКО Катерина, 2002 р.н. СДЮШОР, Миколаїв, з 2019 р. ДЮСШ СПАРТАК ШВСМ, Миколаєв. ● КУЛІК Крістіна, 2005 р.н. СДЮШОР, Миколаїв, з 2019 р. МВУФК, Миколаїв. ● БРИЗГАЛОВА Світлана, 2008 р.н. ДЮСШ АРМІЄЦЬ, Київ. ● НІЧИК Вікторія, 2010 р.н. ДЮСШ Динамівець, Київ.                                        |
| 4     | 2                                             | ● БУДЕНКО Катерина, 2002 р.н. ДЮСШ Динамівець, Київ. ● ДЕРМЕНЖИ Валентина, 2006 р.н. ДЮСШ АРМІЄЦЬ, Київ. ● ЧИГРИНА Олександра, 2009 р.н. СДЮШОР, Миколаїв. ● СТЕПОВИК Мілана, 2007 р.н. ДЮСШ АРМІЄЦЬ, Київ. ● ЧУМАСЛОВА Єлізавета, 2014 р.н. ДЮСШ ВОЛНА, Харків. ● ЯВТУШЕНКО Ірина, 2014 р.н. ДЮСШ Волна, Харків |

РЕЙТИНГ НАЙТИТУЛОВАНІШИХ СПОРТИВНИХ ШКІЛ ЛІГИ:
| місце | кількість золотих медалей | Спортивна школа тощо                                                                                                   |
| ----- | ------------------------- | --- |
| 1     | 32                        | ● СДЮШОР, Миколаїв. |
| 2     | 28                        | ● ДЮСШ АРМІЄЦЬ, Київ.                                                                                                  |
| 3     | 13                        | ● ДЮСШ Динамівець, Київ.                                                                                               |
| 4     | 8                         | ● ДЮСШ-16, Київ. |
| 5     | 4                         | ● ДЮСШ ВОЛНА, Харків.                                                                                                  |
| 6     | 3                         | ● МВУФК, Миколаїв. ● СДЮШОР, Кишинів, Молдова.                                                                         |
| 7     | 2                         | ● ДЮСШ СПАРТАК ШВСМ, Миколаїв. ● ОФКІП, Київ.                                                                          |
| 8     | 1                         | ● ДЮСШ 1, Біла Церква. ● ДЮСШ 1, Ужгород. ● ЧОФФ, Чернівці. ● МСДЮШОР ДИНАМО, Миколаїв ● ДЮСШ ім. О. ДЕМ'ЯНЮКА, Львів. |

РЕЙТИНГ НАЙЦІННІШИХ ФЕХТУВАЛЬНИЦЬ СПОРТИВНИХ ШКІЛ ЛІГИ (від двох медалей і більше):
| місце | кількість золотих медалей | Прізвище Імя, р. н. Спортивна школа тощо, місто |
| ----- | ------------------------- | --- |
| 1     | 8                         | ● КОЛОБОВА Софія, 2013 р.н. за ДЮСШ АРМІЄЦЬ, Київ. ● ЄРОФЕЕНКО Анастасія, 2004 р.н. за СДЮШОР, Миколаїв. |
| 2     | 7                         | ● ВОЛКОВА Варвара, 2011 р.н. за ДЮСШ - 16, Київ. |
| 3     | 6                         | ● ВОЛКОВА Варвара, 2011 р.н. за СДЮШОР, Миколаїв. |
| 4     | 5                         | ● КУЛІК Крістіна, 2005 р.н. за СДЮШОР, Миколаїв. ● БРИЗГАЛОВА Світлана, 2008 р.н. за ДЮСШ АРМІЄЦЬ, Київ. |
| 5     | 4                         | ● БУДЕНКО Катерина, 2002 р.н. за ДЮСШ Динамівець, Київ. ● НІЧИК Вікторія, 2010 р.н. за ДЮСШ Динамівець, Київ. |
| 6     | 3                         | ● АРТЮГІНА Анна, 2006 р.н. за СДЮШОР, Миколаїв. ● СТЕПОВИК Мілана, 2007 р.н. за ДЮСШ АРМІЄЦЬ, Київ. ● СОПІТ Ольга, 2003 р.н. за ДЮСШ АРМІЄЦЬ, Київ. ● ДЕРМЕНЖИ Валентина, 2006 р.н. за ДЮСШ АРМІЄЦЬ, Київ. ● БОРИСОВА Аглая, 2008 р.н. за ДЮСШ АРМІЄЦЬ, Київ. ● ЖОСАН Уляна-Думітріца, 2007 р.н. за СДЮШОР, Кишинів, Молдова. ● ТРАВ'ЯНСЬКА Марія, 2011 р.н. за СДЮШОР, Миколаїв |
| 7     | 2                         | ● ЄРОФЄЄНКО Анастасія, 2004 р.н. з 2019 р. за ДЮСШ СПАРТАК ШВСМ, Миколаїв. ● КАДУН Марія, 2009 р.н. 2009 р.н. за ДЮСШ Динамівець, Київ. ● ЧИГРИНА Олександра, 2009 р.н. за СДЮШОР, Миколаїв. ● ЧУМАСЛОВА Єлізавета, 2014 р.н. за ДЮСШ ВОЛНА, Харків. ● ЯВТУШЕНКО Ірина, 2014 р.н. за ДЮСШ Волна, Харків                                                                          |